# Artur Haselrig
‎Sir Artur Haselrig, 2.° Baronete‎‎ (1601 - 7 de janeiro de 1661) foi um líder da oposição parlamentar a ‎‎Carlos I‎‎ e um dos ‎‎Cinco Membros‎‎ cuja tentativa de prisão desencadeou a Primeira Guerra ‎‎Civil Inglesa‎‎ de 1642-1646. Ele ocupou vários cargos militares e políticos durante as ‎‎Guerras dos Três Reinos de‎‎ 1639-1651, mas tornou-se um oponente de ‎‎Oliver Cromwell‎‎ durante o ‎‎Protetorado.‎‎ Em 1660, suas ações inadvertidamente ajudaram a restaurar ‎‎Carlos II‎‎ ao trono; ao contrário de muitos líderes parlamentares seniores, sua vida foi poupada, mas ele foi confinado à ‎‎Torre de Londres, ‎‎onde morreu em 7 de janeiro de 1661.‎

## Vida
‎Haselrig foi o filho mais velho de ‎‎Tomás Hesilrige, 1.º Baronete‎‎ (ortografias alternativas "Heselrig" e "Haselrigge"), de ‎‎Noseley Hall‎‎, ‎‎Noseley,‎‎Leicestershire, e de Frances Gorges, filha de Guilherme Jorge de ‎‎Alderton‎‎, Northamptonshire. Desde cedo ele absorveu fortes princípios puritanos e mostrou um antagonismo especial em relação ao ‎‎Arcebispo Laud.